# فانی فی ورتر
فانی فی ورتر (زادهٔ ۰۶ فوریه ۱۹۹۴ در مونیخ ٬آلمان) روزنامه‌نگار و مجری تلویزیونی است.
فانی فی ورتر در مونیخ بزرگ شده است. از سال ۲۱۱۲ تا ۲۱۱۷ در دانشگاه لودویگ ماکسیمیلیان مونیخ تحصیل کرد و فارغ‌التحصیل رشتهٔ مدیریت بازرگانی است. در سال ۲۰۱۲ وی همکاری‌اش را با تلویزیون اسکای دویچلند و شبکه اسپرت ۱ آلمان شروع کرد، و فعالیت روزنامه‌نگاری خود را آغاز کرد. از سال ۲۰۱۷ تا ۲۰۱۹ وی فعالیت روزنامه‌نگاری خود را در تلویزیونی مونیخ به عنوان گزارشگر ورزشی و گزارشگر جشن اکتبر ادامه داد. وی همچنین مجری برنامهٔای اخبار زنده «مونیخ امروز» و «مونیخ ۲ در عصر» بود. وی تخصصی روزنامه‌نگاری ویدئویی را آموخته بود. پس از آن در سال ۲۰۱۹ همکاری‌اش را با تلویزیون «ولت» در برلین آغاز کرد و به عنوان مجری برنامهٔ «جهان در عصر» در این تلویزیون است. فانی فی ورتر با همکارانش برنامه‌های خبری و پخش ویژه رویدادهای سیاسی مانند انتخابات فدرال آلمان (۲۰۲۱)، انتخاب اولاف شولتس به عنوان رئیس‌جمهور را مدیریت کرد.

## پیوندهای وب
- فانی فی ورتر، مجری برنامه"ولت"
- پشت صحنه روزنامه‌نگاری تلویزیونی
- مجری فانی فی ورتر
- فانی فی ورتر
- فانی فی ورتر جایگزین فرانک لهفلد در تلویزیون "ولت"  خواهد شد
- فانی فی ورتر در سایت IMDb